# Vườn quốc gia North Cascades
Vườn quốc gia North Cascades là một vườn quốc gia ở bang Washington. Với diện tích hơn 500.000 mẫu Anh (200.000 ha), vườn quốc gia North Cascades là vườn quốc gia lớn nhất trong ba đơn vị National Park Service bao gồm Phức hợp Vườn quốc gia North Cascades. Vườn quốc gia North Cascades bao gồm bao gồm một phần phía bắc và phía nam, bị chia cắt bởi sông Skagit chảy qua khu giải trí quốc gia hồ Ross. Khu giải trí quốc gia hồ Chelan nằm ở biên giới phía nam của đơn vị phía nam của công viên. Ngoài hai  khu giải trí quốc gia, các vùng đất được bảo vệ khác bao gồm một số  rừng quốc gia và  khu vực hoang dã, cũng như  công viên tỉnh Canada tại British Columbia, gần bao quanh vườn quốc gia. Vườn quốc gia North Cascades có các đỉnh núi gồ ghề của dãy núi North Cascades, hệ thống băng hà mở rộng nhất ở Hoa Kỳ lục địa, đầu nguồn của nhiều tuyến đường thủy và rừng rộng lớn với mức độ cao nhất của hệ thực vật đa dạng sinh học của bất kỳ công viên quốc gia Mỹ nào.
Khu vực này lần đầu tiên có người Mỹ bản địa Da Đỏ cổ đại định cư; vào thời điểm các nhà thám hiểm người Mỹ gốc Âu đến, nó đã có bộ lạc Skagit. Đến đầu thế kỷ 19, khu vực này đã được những người bẫy lông viếng thăm và một số công ty của Anh và Mỹ tranh giành quyền kiểm soát  buôn bán lông thú. Sau khi biên giới Canada-Hoa Kỳ tọa lạc tại  vĩ tuyến 49 vào năm 1846, các nhà thám hiểm đã đến để vạch ra các tuyến đường tiềm năng xuyên qua các ngọn núi cho đường bộ và đường sắt. Khai thác và khai thác hạn chế xảy ra từ cuối thế kỷ 19 đến đầu thế kỷ 20. Tác động đáng kể đầu tiên của con người trong khu vực xảy ra vào những năm 1920 khi một số đập được xây dựng trong thung lũng sông Skagit để tạo ra thủy điện. Các nhà môi trường sau đó vận động để bảo tồn vùng hoang dã còn lại, đỉnh điểm là vào ngày 2 tháng 10 năm 1968, với sự chỉ định của vườn quốc gia North Cascades.
Tuyết rơi dày và nguy cơ tuyết lở cao do địa hình dốc, đặc biệt là ở sườn phía tây, hạn chế truy cập nghiêm trọng vào mùa đông. Hầu hết quyền truy cập vào công viên là từ xa lộ bang 20, đi theo sông Skagit, mặc dù con đường này đã bị đóng cửa trong nhiều tháng vào mùa đông. Hầu hết các loài thực vật và động vật sống ở khu vực công viên vẫn được tìm thấy ở đó, mặc dù biến đổi khí hậu và các chất ô nhiễm từ các khu vực công nghiệp ở phía tây có nguy cơ đối với môi trường. Công viên có một trong những chương trình nghiên cứu sớm nhất và lâu dài nhất dành riêng cho việc nghiên cứu biến đổi khí hậu, chủ yếu thông qua việc kiểm tra các tác động của rút lui băng hà.
Vườn quốc gia North Cascades gần như được bảo vệ hoàn toàn dưới dạng hoang dã, và vì vậy công viên có ít cấu trúc, đường hoặc các cải tiến khác. Du khách muốn lái xe đến một khu cắm trại phải làm như vậy trong các khu rừng quốc gia liền kề hoặc khu vực giải trí quốc gia. Cắm trại bên trong vườn quốc gia này đòi hỏi phải đi bộ bằng đường mòn, cưỡi ngựa hoặc thuyền, và cắm trại được quy định bởi hệ thống giấy phép để đảm bảo nơi hoang dã không bị khai thác quá mức. Hoạt động leo núi là phổ biến trong vườn quốc gia và chỉ cho phép leo núi sạch không được phép.